# Francisco Serrano
Francisco Serrano y Domínguez, I duca di la Torre (San Fernando, 17 dicembre 1810 – Madrid, 26 novembre 1885), è stato un militare e politico spagnolo.
Fu il quinto e ultimo presidente della Prima Repubblica spagnola dal 3 gennaio 1874 al 30 dicembre del 1874; gli successe Alfonso XII di Borbone.

## Biografia
Francisco Serrano y Domínguez, nacque in una famiglia di militari di matrice liberale della provincia andalusa di Cadice. Suo padre era Francisco Serrano, un ufficiale generale e un liberale, e sua madre era Isabel Domínguez.

## Carriera
Secondo la tradizione di famiglia si arruolò presto nell'esercito dove, durante le guerre carliste, ebbe modo di fare una rapida carriera. Egli faceva parte della scorta che accompagnava Don Carlos, il primo pretendente e fratello di Ferdinando VII, alla frontiera con il Portogallo. Nel 1839 si dedicò alla politica attiva in campo liberale con Espartero (1793-1879) sotto il cui governo fu ministro della Guerra anche se in seguito si alleò contro di lui parteggiando per il generale Prim (1814-1870).

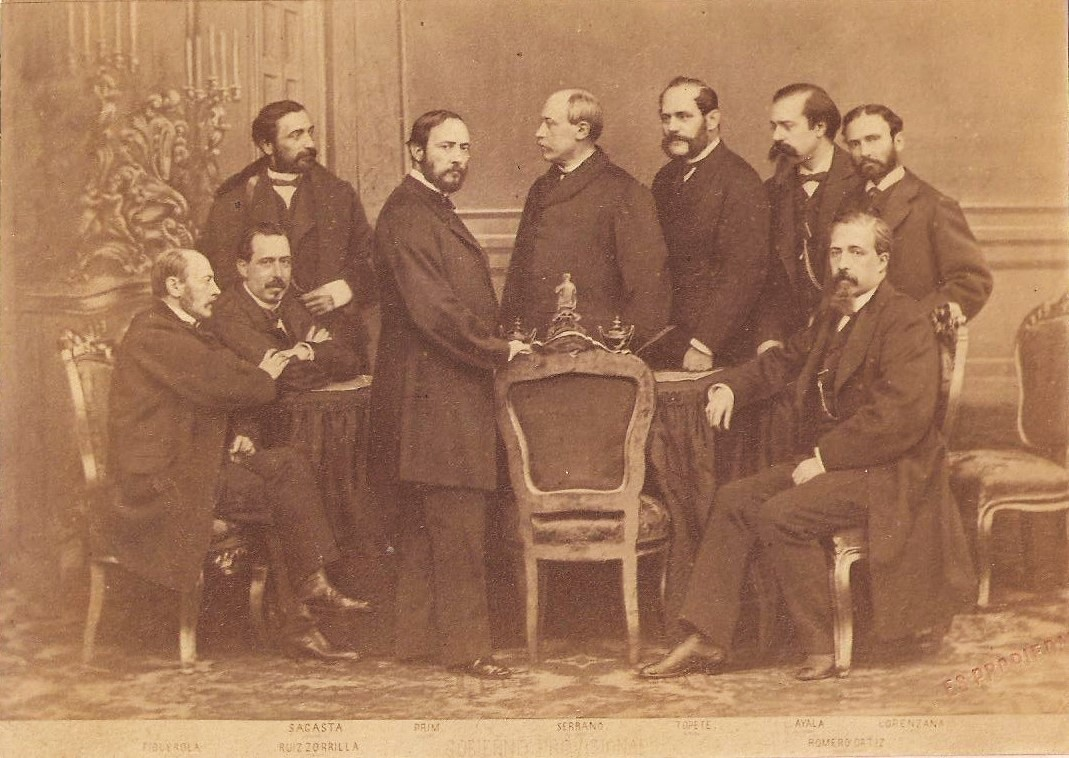
Governo Provvisorio, 1869.Da sinistra a destra: Figuerola, Ruiz Zorrilla, Sagasta, Prim, Serrano, Topete, López Ayala, Lorenzana e Romero Ortiz (foto di J. Laurent).

Gran parte del prestigio sociale e politico di Serrano fu dovuto al fatto di essere l'amante di Isabella II, ma quando la relazione finì, cadde in disgrazia. Politicamente parlando era incline al compromesso e cambiò molte volte le sue alleanze. Svolse diversi incarichi pubblici. Durante la rivoluzione del 1868 fu importante il suo intervento a capo dell'esercito che sconfisse le truppe di Isabella II nella battaglia di Alcolea. Ebbe un ruolo di primo piano nelle vicende che seguirono la detronizzazione di Isabella II ma a seguito della proclamazione della Prima Repubblica fu costretto all'esilio.
Dopo il colpo di Stato del generale Pavia (Manuel Pavía y Rodríguez de Alburquerque, 1828-1895) fu eletto Presidente della Prima repubblica, incarico che ricoprì dal 3 gennaio 1874 al 30 dicembre del 1874. Nel corso del suo mandato sciolse il Parlamento instaurando di fatto una dittatura repubblicana conservatrice con vaghe aspirazioni liberali che l'avrebbe voluto mantenere come dittatore. Però il dissolvimento delle forze militari repubblicane aveva intanto aperto la strada alla restaurazione borbonica sancita lo stesso anno a Sagunto con il pronunciamento di Martinez Campos (Arsenio Martínez-Campos Antón, 1831-1900).
Sotto Alfonso XII si mise a capo del Partito costituzionale con la speranza di svolgere ancora un ruolo di primo piano nella politica ma, quando Sagasta fu scelto come capo del partito liberale nel 1881, si aggregò al partito della sinistra dinastica.

## Matrimonio
Sposò, il 29 settembre 1850 a Madrid, Antonia Domínguez y Borrell (19 marzo 1831-7 gennaio 1917), figlia di Miguel Domínguez. Ebbero cinque figli:
- María de la Concepción Micaela Serrano (?-23 ottobre 1941), sposò José Martinez de Campos, ebbero un figlio;
- Francisco Serrano (1º ottobre 1862-28 agosto 1942), sposò María de las Mercedes Martinez de Campos, non ebbero figli;
- Josefa Serrano (22 febbraio 1865-1946), sposò Vasilij Kočubej, non ebbero figli;
- Ventura Jacinta Serrano (2 febbraio 1866-23 aprile 1890), sposò Fernando Díaz de Mendoza, ebbero un figlio;
- Leopoldo Serrano (6 gennaio 1869-7 febbraio 1916), sposò María Gayangos, non ebbero figli.